# Shebiya
Shebiya (kinesiska: 舍必崖, 舍必崖乡) är en socken i Kina. Den ligger i den autonoma regionen Inre Mongoliet, i den norra delen av landet, omkring 44 kilometer söder om regionhuvudstaden Hohhot. Antalet invånare är 19504. Befolkningen består av 9 334 kvinnor och 10 170 män. Barn under 15 år utgör 11,0 %, vuxna 15-64 år 76 %, och äldre över 65 år 12,0 %.
Genomsnittlig årsnederbörd är 639 millimeter. Den regnigaste månaden är juli, med i genomsnitt 194 mm nederbörd, och den torraste är januari, med 3 mm nederbörd.